# Amathia plumosa
Amathia plumosa är en mossdjursart som beskrevs av William MacGillivray 1890. Amathia plumosa ingår i släktet Amathia och familjen Vesiculariidae. Inga underarter finns listade i Catalogue of Life.